# Pseudeuphausia latifrons
Pseudeuphausia latifrons is een krillsoort uit de familie van de Euphausiidae. De wetenschappelijke naam van de soort is voor het eerst geldig gepubliceerd in 1883 door Sars G.O..